# Entomofobie
Entomofobie (ook wel insectenfobie) is een grote angst of fobie voor insecten.

## Symptomen
- Wild om zich heen slaan om de insecten te verjagen.
- Verstijven van schrik bij het zien van insecten.
- Paniekaanvallen wanneer insecten in de directe omgeving aanwezig zijn.